# Comuna Sărmaș, Harghita
Sărmaș este o comună în județul Harghita, Transilvania, România, formată din satele Fundoaia, Hodoșa, Platonești, Runc și Sărmaș (reședința).

## Demografie
Componența etnică a comunei Sărmaș
     Români (79,17%)
     Maghiari (14,08%)
     Alte etnii (0,53%)
     Necunoscută (6,21%)
Componența confesională a comunei Sărmaș
     Ortodocși (73,83%)
     Romano-catolici (15,95%)
     Baptiști (1,49%)
     Alte religii (1,99%)
     Necunoscută (6,74%)
Conform recensământului efectuat în 2021, populația comunei Sărmaș se ridică la 3.366 de locuitori, în scădere față de recensământul anterior din 2011, când fuseseră înregistrați 3.804 locuitori. Majoritatea locuitorilor sunt români (79,17%), cu o minoritate de maghiari (14,08%), iar pentru 6,21% nu se cunoaște apartenența etnică. Din punct de vedere confesional, majoritatea locuitorilor sunt ortodocși (73,83%), cu minorități de romano-catolici (15,95%) și baptiști (1,49%), iar pentru 6,74% nu se cunoaște apartenența confesională.

## Politică și administrație
Comuna Sărmaș este administrată de un primar și un consiliu local compus din 13 consilieri. Primarul, Valentin Mîndru[*], de la Partidul Social Democrat, este în funcție din 2012. Începând cu alegerile locale din 2024, consiliul local are următoarea componență pe partide politice:
|  | Partid                                 | Consilieri | Componența Consiliului | Componența Consiliului | Componența Consiliului | Componența Consiliului | Componența Consiliului |
|  | -------------------------------------- | ---------- | ---------------------- | ---------------------- | ---------------------- | ---------------------- | ---------------------- |
|  | Partidul Social Democrat               | 5          |                        |                        |                        |                        |                        |
|  | Partidul Național Liberal              | 3          |                        |                        |                        |                        |                        |
|  | Partidul Mișcarea Populară             | 2          |                        |                        |                        |                        |                        |
|  | Uniunea Democrată Maghiară din România | 2          |                        |                        |                        |                        |                        |
|  | Alianța pentru Unirea Românilor        | 1          |                        |                        |                        |                        |                        |

## Personalități născute aici
- Mauriciu Ștrul (1911 - ?), general al Securității;
- Nicolae Răcean (n. 1963), rugbist